# Michelle Rizzo
Michelle (Miguel) Rizzo (Itália, 1869 - São Paulo, Brasil, 1929) foi um fotógrafo italiano radicado em São Paulo entre os séculos XIX e XX. Filho do também italiano Vincenzo Rizzo, proprietário/produtor da primeira fábrica de cerveja da cidade (a Garibaldi, que ficava na Rua do Glicério), escolheu o mundo do ainda novo ofício da fotografia para profissionalizar-se, tornando-se um dos pioneiros em São Paulo, onde atuou com enfoque no registro das famílias bem abastadas da elite paulistana. 
Tendo imigrado ao Brasil (possivelmente) ainda criança, durante a juventude um acidente o faz carregar sequelas nos olhos, o que o motiva a procurar tratamento na Itália. É lá que passa a aprender a arte da fotografia com B. Lauro, retratista da família real. Dessa maneira, Michelle adquire a mesma estética de seu mestre utilizada nos retratos dos ateliês da Europa durante o século XIX. Com o insucesso médico em seu problema, retorna ao Brasil e abre, em 1892, seu estúdio fotográfico no centro da cidade de São Paulo, na Rua Direita, a Rizzo Photographia Central, também conhecido como Ateliê Rizzo.
O ponto comercial de Michelle Rizzo obteria êxito e perduraria por décadas em funcionamento. O fotógrafo acabou consolidando-se como retratista de figuras importantes, famílias tradicionais e formaturas da Faculdade de Direito do Largo São Francisco.  O trabalho competente desempenhado aos materiais desenvolvidos aos formandos (nomeado "Estojo Formatura"), o faz ser exaltado em publicações nos jornais periódicos O Estado de S.Paulo, Diário Popular, Gazeta, Fanfulla e Commercio de França.
Sua filha, Gioconda Rizzo, acabou por demonstrar talento e afeição à profissão do pai, provando que o pioneirismo era realmente uma marca da família: tornou-se a primeira fotógrafa a ter seu próprio estúdio no Brasil, que funcionaria próximo ao negócio do pai, na Rua Direita.